# Pruszanka Stara
Pruszanka Stara – wieś w Polsce położona w województwie podlaskim, w powiecie bielskim, w gminie Brańsk.
| SIMC    | Nazwa     | Rodzaj  |
| ------- | --------- | ------- |
| 0024940 | Kalnowiec | kolonia |

Zaścianek szlachecki Starai należący do okolicy zaściankowej Pruszanka położony był w drugiej połowie XVII wieku w powiecie brańskim ziemi bielskiej województwa podlaskiego. 
We wrześniu 1939, po wymianie ognia między wycofującymi się oddziałami polskimi a pododdziałami niemieckiej 10 dywizji pancernej i 20 dywizji zmotoryzowanej, Niemcy spacyfikowali wieś i rozstrzelali kilka osób. W latach 1975–1998 miejscowość administracyjnie należała do województwa białostockiego.
Wierni kościoła rzymskokatolickiego należą do parafii św. Doroty w Domanowie.